# Béron
Der Béron ist ein Fluss in Frankreich, der im Département Mayenne in der Region Pays de la Loire verläuft. Er entspringt  beim Weiler La Rouillère, im südwestlichen Gemeindegebiet von Bouère, entwässert generell Richtung Südwest und mündet nach insgesamt rund 21 Kilometern im Gemeindegebiet von Daon als linker Nebenfluss in die Mayenne.

## Orte am Fluss
(Reihenfolge in Fließrichtung)
- La Rouillère, Gemeinde Bouère
- Les Entourteries, Gemeinde Grez-en-Bouère
- Bierné-les-Villages
- Misé, Gemeinde Châtelain
- Argenton-Notre-Dame, Gemeinde Bierné-les-Villages
- Coudray
- Bréon, Gemeinde Daon